# Bensoylklorid
Bensoylklorid är en kolförening med kemisk formel C6H5COCl. Den bildas vid behandling av bensoesyra med fosforpentaklorid eller av bensaldehyd i reaktion med klor. Bensoylklorid är en vätska med stickande lukt, kokar vid 198 °C, är på grund av den lätthet med vilken den reagerar en ofta använd förening vid organiska synteser.